# (2453) Wabash
(2453) Wabash es un asteroide perteneciente al cinturón de asteroides, descubierto el 30 de septiembre de 1921 por Karl Wilhelm Reinmuth desde el Observatorio de Heidelberg-Königstuhl, Alemania.

## Designación y nombre
Designado provisionalmente como  A921 SA. Fue nombrado Wabash en honor al técnico en ordenadores Bob Warshow (apodado y conocido como "Wabash").